# Izbori za Hrvatsko-slavonsko-dalmatinski sabor 1861.
Izbori za Hrvatsko-slavonsko-dalmatinski sabor 1861. održani su u dva dijela. Prvi dio je održan početkom 1861. godine, za zastupnike iz tzv. provicijala, to jest iz onoga djela Trojedne kraljevine pod civilnom upravom, na osnovu izbornoga zakona iz 1848. godine. Po izbornom zakonu, sabor se sastoji od pozvanih i izabranih članova. Pozvani članovi su bili nadbiskup zagebački, patrijarh karlovački, svi katolički i pravoslavni biskupi, podvojvoda hrvatski-slavonski-dalmatinski, velikaši (kneževi, grofovi i baruni), veliki župani, prisjednici banskog stola, i turopoljski župan. Veliki župani su bili: Ivan Kukuljević Sakcinski (veliki župan zagrebački), biskup Josip Juraj Strossmayer (virovitički), Ljudevit Vukotinović (križevački), Julije Janković (požeški), Bartol Zmajić (riječki). Predsjednik sabora je bio Josip Šokčević, u svojoj ulozi kao ban.
Izabrani članovi su kao poslanici naroda izabrani po županijama, slobodnim kraljevskim gradovima i kotarima, kaptolima i konzistorijama katoličke i pravoslavne crkve, i od Jugoslavenske akademije. Poslanici županija su izabrani tako da svaki kotar ima po jednog zastupnika. To je dalo 7 zastupnika u bjelovarsko-križevačkoj, 10 u varaždinskoj, 12 u zagrebačkoj, 7 u požeškoj, 4 u modruško-riječkoj, 6 u srijemskoj i 10 u virovitičkoj županiji. Međutim, ovoga se zakona nije uvijek pridržavalo za vrijeme izbora. Na primjer, Srijemska županija je poslala tek 2 zastupnika za cijelu županiju.
Broj zastupnika iz slobodnih kraljevskih gradova i kotara je zavisio o broju stanovnika. Grad Zagreb je imao 5 zastupnika, Osijek, Varaždin i Rijeka po 4. Bakar, Karlovac i Ruma su imali po 3 zastupnika. Po 2 zastupnika su slali gradovi Irig, Koprivnica, Križevci, Požega, Samobor, Senj, kotar Turopolje, te Vukovar. Po jednoga zastupnika su birali Bribir, Đakovo, kotar Jastrebarsko, Krapina, Novi Vinodolski, Sisak, Virovitica, te kao jedan kotar - Mrkopalj, Ravna Gora i Vrbovsko.
Crkveni kaptoli, konzistoriji i akademija su svaki imali pravo izabrati po jednog zastupnika. To su bili zastupnici kaptola đakovačkog, križevačkog, modruškog ili krbavskog, riječkog, senjskog, začesanskog, i zagrebačkog. Konzistoriji donjo-karlovački, gornjo-karlovački i pakrački su imali po jednog zastupnika, a svi pravoslavni samostani su birali samo jednog.
Izbori za županijske zastupnike su bili posredni, jer su „starješine ili gospodari kućni“ birali izbornike, a izbornici su birali zastupnike. Gradski birači su birali zastupnike neposredno, ali pravo glasa su imali samo činovnici i oni s određenim imovinskim stanjem. 
Drugi dio izbora je održan je u svibnju 1861. za zastupnike iz Vojne krajine. I taj izbor je urađen po izbornom zakonu iz 1848., sa specijalnim odredbama koje se odnose na Vojnu krajinu. Po tim specijalnim odredbama, svaka krajiška pukovnija je birala 4 zastupnika. Izbori su bili posredni, tako što su „kućegazde“ birale jednog izbornika na svakih 500 stanovnika, a izbornici su birali zastupnike. Svećenici nisu imali pravo glasa, ali su mogli biti izabrani. Zastupnici iz Vojne krajine su se tek pojavili na 16. saborskoj sjednici, 28. svibnja 1861.

## Zastupnici
Prema Kušlanovoj i Šuhajevoj knjizi »Spisi saborski Sabora kraljevinah Dalmacije, Hrvatske i Slavonije od god. 1861.«.
| #   | Ime i prezime          | Zvanje (za pozvane članove) / Kotar (za izabrane članove)                      | Municipijalno pravo izbora     | Napomene |
| --- | ---------------------- | ------------------------------------------------------------------------------ | ------------------------------ | --- |
| 1   | Juraj Haulik           | Zagrebački nadbiskup                                                           | pozvani član                   | |
| 2   | Josip Strossmayer      | đakovački biskup                                                               | pozvani član                   | Pozvan i u svojoj funkciji kao veliki župan virovitički. |
| 3   | Ðuro Smičiklas         | križevački biskup                                                              | pozvani član                   | |
| 4   | Petar Jovanović        | biskup gornjokarlovački                                                        | pozvani član                   | |
| 5   | Stjepan Kragujević     | pakrački biskup                                                                | pozvani član                   | |
| 6   | Ivan Kralj             | naslovni likopoljski biskup, sufragan i generalni vikar zagrebačkog nadbiskupa | pozvani član                   | |
| 7   | Venceslav Soić         | senjski biskup                                                                 | pozvani član                   | |
| 8   | grof Ivan Nep. Erdödy  | veliki župan varaždinski                                                       | pozvani član                   | |
| 9   | Ivan Kukuljević        | veliki župan zagrebački                                                        | pozvani član                   | |
| 10  | Ljudevit Vukotinović   | veliki župan križevački                                                        | pozvani član                   | |
| 11  | Bartol vitez Zmajić    | veliki župan riječki                                                           | pozvani član                   | |
| 12  | Josip Strossmayer      | veliki župan virovitički                                                       | pozvani član                   | Pozvan i u svojoj funkciji kao đakovački biskup. |
| 13  | grof Petar Pejačević   | veliki župan srijemski                                                         | pozvani član                   | Nije se odazvao pozivu u Sabor. |
| 14  | Juraj Drašković        | grof                                                                           | pozvani član                   | |
| 15  | Stjepan Drašković      | grof                                                                           | pozvani član                   | |
| 16  | Anton Erdödy           | grof                                                                           | pozvani član                   | |
| 17  | Rikard Sermage         | grof                                                                           | pozvani član                   | |
| 18  | Ladislav Pejačević     | grof                                                                           | pozvani član                   | |
| 19  | Pavao Pejačević        | grof                                                                           | pozvani član                   | |
| 20  | Antun Jelačić          | grof                                                                           | pozvani član                   | |
| 21  | Miroslav Kulmer        | grof                                                                           | pozvani član                   | |
| 22  | Dragutin Elz           | grof                                                                           | pozvani član                   | U Sabor dospio tek krajem svibnja 1861. |
| 23  | Juraj Rauch            | barun                                                                          | pozvani član                   | |
| 24  | Šišman Ottenfels       | barun                                                                          | pozvani član                   | |
| 25  | Lazar Hellenbach       | barun                                                                          | pozvani član                   | |
| 26  | Gustav Prandau         | barun                                                                          | pozvani član                   | |
| 27  | Emilio Kavanagh        | barun                                                                          | pozvani član                   | |
| 28  | Ladislav Modić         | župan turopoljski                                                              | pozvani član                   | |
| 29  | Skender Fodrocy        | Osrednji                                                                       | županija križevačka            | |
| 30  | Mato Mrazović          | Prečečki                                                                       | županija križevačka            | |
| 31  | Franjo Žužel           | Novomarofski                                                                   | županija križevačka            | |
| 32  | Ferdo Inkey            | Koprivnički                                                                    | županija križevačka            | Moguće je da se odrekao zastupničkog mjesta. |
| 33  | Ivan Miković           | Moslavački                                                                     | županija križevačka            | |
| 34  | Skender Egersdorfer    | Ludbreški                                                                      | županija križevačka            | |
| 35  | Vjekoslav Kristianović | Vrbovački                                                                      | županija križevačka            | |
| 36  | Ferdo Mekovec          | Osrednji                                                                       | županija varaždinska           | |
| 37  | Kažimir Jelačić        | Zlatarski                                                                      | županija varaždinska           | |
| 38  | Janko Car              | Toplički                                                                       | županija varaždinska           | |
| 39  | Petar Horvat           | Mihovljanski                                                                   | županija varaždinska           | |
| 40  | Josip Briglević        | Novodvorski                                                                    | županija varaždinska           | |
| 41  | Tito Babić             | Svetokrižki                                                                    | županija varaždinska           | |
| 42  | Marko Barabaš          | Vinički                                                                        | županija varaždinska           | |
| 43  | Stjepan Hrvoić         | Belski                                                                         | županija varaždinska           | |
| 44  | Stjepan Vuković        | Ivanečki                                                                       | županija varaždinska           | |
| 45  | Dragutin Jelačić       | Osrednji                                                                       | županija zagrebačka            | |
| 46  | Pavao Belas            | Brdovečki                                                                      | županija zagrebačka            | |
| 47  | barun Levin Rauch      | Stubički                                                                       | županija zagrebačka            | |
| 48  | barun Dragojlo Kušlan  | Bistrički                                                                      | županija zagrebačka            | |
| 49  | Ivan Perkovac          | Sveto-Ivanski                                                                  | županija zagrebačka            | |
| 50  | Nikola Havliček        | Dugoselski                                                                     | županija zagrebačka            | |
| 51  | Franjo Lovrić          | Sisački                                                                        | županija zagrebačka            | |
| 52  | Ivan Janda             | Veliko-Gorički                                                                 | županija zagrebačka            | |
| 53  | Aurel Kušević          | Pokupski                                                                       | županija zagrebačka            | |
| 54  | Makso Prica            | Jastrebarski                                                                   | županija zagrebačka            | |
| 55  | Makso Piškorac         | Samoborski                                                                     | županija zagrebačka            | |
| 56  | Janko Gvozdanović      | Banijanski                                                                     | županija zagrebačka            | |
| 57  | Janko Šviglin          | Krašički                                                                       | županija zagrebačka            | |
| 58  | Slavoljub Vrbančić     | Severinski                                                                     | županija zagrebačka            | |
| 59  | Eugen Kvaternik        | Ribnički                                                                       | županija zagrebačka            | |
| 60  | dr. Josip Vranicany    | Ozaljski                                                                       | županija zagrebačka            | |
| 61  | Franjo Pogledić        | Turopoljski                                                                    | županija zagrebačka            | |
| 62  | Faustin Suppe          | Delnički                                                                       | županija riječka               | |
| 63  | Tomislav Padavić       | Čabarski                                                                       | županija riječka               | |
| 64  | Ivan Mažuranić         | Vinodolski                                                                     | županija riječka               | Izabran i kao zastupnik slobodnog trgovišta i općine Cvetković, Draganić i Petrovine.                                                                                 |
| 65  | Gervazija Petrović     | Vrbovski                                                                       | županija riječka               | Izabran i kao zastupnik Gornjokarlovačkog konzistorija. |
| 66  | dr. Ante Starčević     | Grobničko-hreljinski                                                           | županija riječka               | Izabran i potvrđen tek poslije otvaranja Sabora, u svibnju 1861. |
| 67  | grof Julio Janković    | Kutinski                                                                       | županija požeška               | |
| 68  | Ladislav Balogh        | Velički                                                                        | županija požeška               | |
| 69  | Dimitrija Lončarević   | Daruvarski                                                                     | županija požeška               | |
| 70  | Tomo Milanković        | Pakrački                                                                       | županija požeška               | |
| 71  | Ivan Thaler            | Pleternički                                                                    | županija požeška               | |
| 72  | Ernesto Filetić        | Kutjevački                                                                     | županija požeška               | |
| 73  | Mirko Kovačević        | Cernički                                                                       | županija požeška               | |
| 74  | Ljudevit Salopek       | Osječki                                                                        | županija virovitička           | |
| 75  | Mirko Kršnjavi         | Osječki                                                                        | županija virovitička           | |
| 76  | Gustav Knežević        | Valpovački                                                                     | županija virovitička           | |
| 77  | Josip Bračevac         | Valpovački                                                                     | županija virovitička           | |
| 78  | dr. Franjo Šagovac     | Đakovački                                                                      | županija virovitička           | |
| 79  | Luka Botić             | Đakovački                                                                      | županija virovitička           | |
| 80  | Gustav Šmirmund        | Miholjački                                                                     | županija virovitička           | |
| 81  | Stjepan Kugler         | Našički                                                                        | županija virovitička           | |
| 82  | Franjo Solariček       | Virovitički                                                                    | županija virovitička           | |
| 83  | grof Henrik Khuen      | kolektivno                                                                     | županija srijemska             | |
| 84  | Ivan Živković          | kolektivno                                                                     | županija srijemska             | |
| 85  | Mirko Bogović          | Zagreb                                                                         | sl. i kr. grad                 | |
| 86  | dr. Mirko Šuhaj        | Zagreb                                                                         | sl. i kr. grad                 | |
| 87  | Josip Žuvić            | Zagreb                                                                         | sl. i kr. grad                 | |
| 88  | Vjekoslav Frigan       | Zagreb                                                                         | sl. i kr. grad                 | |
| 89  | Roberto Zlatarović     | Zagreb                                                                         | sl. i kr. grad                 | |
| 90  | dr. Josip Vušćić       | Križevci                                                                       | sl. i kr. grad                 | |
| 91  | grof Nikola Pucić      | Križevci                                                                       | sl. i kr. grad                 | |
| 92  | Mihajlo Košćec         | Varaždin                                                                       | sl. i kr. grad                 | |
| 93  | Koloman Bedeković      | Varaždin                                                                       | sl. i kr. grad                 | |
| 94  | Ivan Petrović          | Varaždin                                                                       | sl. i kr. grad                 | |
| 95  | Ladislav Kukuljević    | Varaždin                                                                       | sl. i kr. grad                 | |
| 96  | Josip Župčić           | Karlovac                                                                       | sl. i kr. grad                 | |
| 97  | Ivan Obradović         | Karlovac                                                                       | sl. i kr. grad                 | |
| 98  | Vinko Pacel            | Karlovac                                                                       | sl. i kr. grad                 | |
| 99  | Ambros Vranicany       | Senj                                                                           | sl. i kr. grad                 | |
| 100 | Vinko Vranicany        | Senj                                                                           | sl. i kr. grad                 | |
| 101 | dr. Pavao Jakovčić     | Bakar                                                                          | sl. i kr. grad                 | |
| 102 | dr. Pavao Bataglarini  | Bakar                                                                          | sl. i kr. grad                 | |
| 103 | Antun Vakanović        | Bakar                                                                          | sl. i kr. grad                 | |
| 104 | Adolfo Veber           | Bakar                                                                          | sl. i kr. grad                 | |
| 105 | Miroslav Kraljević     | Požega                                                                         | sl. i kr. grad                 | |
| 106 | Filip Thaler           | Požega                                                                         | sl. i kr. grad                 | Moguće je da se odrekao zastupničkog mjesta. |
| 107 | Dimitrija Tajčević     | Osijek                                                                         | sl. i kr. grad                 | Moguće je da se odrekao zastupničkog mjesta. |
| 108 | Ladislav Arvay         | Osijek                                                                         | sl. i kr. grad                 | |
| 109 | Franjo Pinterović      | Osijek                                                                         | sl. i kr. grad                 | |
| 110 | Hugo Marinović         | Osijek                                                                         | sl. i kr. grad                 | |
| 111 | Juraj Vuković          | Koprivnica                                                                     | sl. i kr. grad                 | Izabran krajem svibnja 1861. |
| 112 | Slavoje Kos            | Koprivnica                                                                     | sl. i kr. grad                 | Izabran krajem svibnja 1861. |
| 113 | Vladimir Rozgaj        | Krapina                                                                        | povlašteno sl. i kr. trgovište | |
| 114 | Petar Očić             | Samobor                                                                        | povlašteno sl. i kr. trgovište | |
| 115 | Franjo Kuhar           | Samobor                                                                        | povlašteno sl. i kr. trgovište | Izabran krajem svibnja 1861. |
| 116 | Mirko Bušić            | Sisak                                                                          | povlašteno sl. i kr. trgovište | |
| 117 | Tomislav Cuculić       | Mrkopalj, Vrbovsko i Ravnagora                                                 | povlašteno sl. i kr. trgovište | Isprva izabran kao zastupnik kotara Mrkopalj, Vrbovsko i Ravnagora, ali otkad je Sabor odlučio da su sva tri mjesta dužna izabrati zastupnike, zastupa samo Mrkopalj. |
| 118 | Lavoslav Šram          | Vrbovsko                                                                       | povlašteno sl. i kr. trgovište | Izabran krajem svibnja 1861. |
| 119 | Ante Cuculić           | Ravnagora                                                                      | povlašteno sl. i kr. trgovište | Izabran krajem svibnja 1861. |
| 120 | Joso Vrbanić           | Jastrebarsko                                                                   | trgovišta i slobodne obćine    | |
| 121 | Ivan Mažuranić         | Cvetković, Draganić i Petrovina                                                | trgovišta i slobodne obćine    | Izabran i za kotar Vinodolski. |
| 122 | Ivan Vončina           | Novi                                                                           | trgovišta i slobodne obćine    | |
| 123 | Ante Jakić             | Bribir                                                                         | trgovišta i slobodne obćine    | Izabran i kao zastupnik za Kostajnicu. |
| 124 | dr. Ante Stojanović    | Virovitica                                                                     | trgovišta i slobodne obćine    | |
| 125 | Mojsija Baltić         | Pakrac                                                                         | trgovišta i slobodne obćine    | |
| 126 | Mirko Hrvat            | Đakovo                                                                         | trgovišta i slobodne obćine    | |
| 127 | Svetozar Kušević       | Daruvar                                                                        | trgovišta i slobodne obćine    | |
| 128 | Jerolim Andrić         | Đakovački                                                                      | kaptol                         | Moguće je da se odrekao zastupničkog mjesta. |
| 129 | Gervazija Petrović     | Gornjo-Karlovački                                                              | konzistorij                    | Izabran je i kao zastupnik za Vrbovski kotar. |
| 130 | Vaso Poturičić         | Križevački                                                                     | kaptol                         | Moguće je da se odrekao zastupničkog mjesta. |
| 131 | Adalberto Mariašević   | Modruški                                                                       | kaptol                         | Moguće je da se odrekao zastupničkog mjesta. |
| 132 | Aleksa Čupović         | Pakrački                                                                       | konzistorij                    | Moguće je da se odrekao zastupničkog mjesta. |
| 133 | dr. Franjo Rački       | Senjski                                                                        | kaptol                         | |
| 134 | Stjepan Iliašević      | Začesanski                                                                     | kaptol                         | |
| 135 | Petar Šatvar           | Zagrebački                                                                     | kaptol                         | |
| 136 | Makso Vuksanović       | Orahovica i Pakra                                                              | pravoslavni manastiri          | Moguće je da se odrekao zastupničkog mjesta. |
| 137 | dr. Pavao Muhić        | Jugoslavenska akademija znanosti i umjetnosti                                  | akademija znanosti             | |
| 138 | Nikola Begović         | prva banska                                                                    | krajiška pukovnija             | |
| 139 | Stjepan Perenčević     | prva banska                                                                    | krajiška pukovnija             | |
| 140 | Nikola Raf             | prva banska                                                                    | krajiška pukovnija             | |
| 141 | Josip Akšamović        | prva banska                                                                    | krajiška pukovnija             | |
| 142 | Ferdo Reljković        | druga banska                                                                   | krajiška pukovnija             | |
| 143 | Ivan Ključec           | druga banska                                                                   | krajiška pukovnija             | |
| 144 | Niko Lučić             | druga banska                                                                   | krajiška pukovnija             | |
| 145 | Gavro Gjuričić         | druga banska                                                                   | krajiška pukovnija             | |
| 146 | Lazo Pavić             | slunjska                                                                       | krajiška pukovnija             | |
| 147 | Mihajlo Badovinac      | slunjska                                                                       | krajiška pukovnija             | |
| 148 | Pavao Skukan           | slunjska                                                                       | krajiška pukovnija             | |
| 149 | Nikola Jeličić         | slunjska                                                                       | krajiška pukovnija             | |
| 150 | Mato Sladović          | otočka                                                                         | krajiška pukovnija             | |
| 151 | Samojlo Kosanović      | otočka                                                                         | krajiška pukovnija             | |
| 152 | Marko Stojanović       | otočka                                                                         | krajiška pukovnija             | |
| 153 | Marko Božićković       | otočka                                                                         | krajiška pukovnija             | |
| 154 | Adam Gašparović        | ogulinska                                                                      | krajiška pukovnija             | |
| 155 | Petar Vrdoljak         | ogulinska                                                                      | krajiška pukovnija             | |
| 156 | Jovo Terboević         | ogulinska                                                                      | krajiška pukovnija             | |
| 157 | Vaso Maravić           | ogulinska                                                                      | krajiška pukovnija             | |
| 158 | Petar Vukelić          | lička                                                                          | krajiška pukovnija             | |
| 159 | Sime Berkić            | lička                                                                          | krajiška pukovnija             | |
| 160 | Ivan Omčikus           | lička                                                                          | krajiška pukovnija             | |
| 161 | Ilija Guteša           | lička                                                                          | krajiška pukovnija             | |
| 162 | Sime Radojčić          | đurđevačka                                                                     | krajiška pukovnija             | |
| 163 | Miho Plemenčić         | đurđevačka                                                                     | krajiška pukovnija             | |
| 164 | Slavoljub Bosanac      | đurđevačka                                                                     | krajiška pukovnija             | |
| 165 | Stjepan Petras         | đurđevačka                                                                     | krajiška pukovnija             | |
| 166 | Dionisije Despinić     | križevačka                                                                     | krajiška pukovnija             | |
| 167 | Dragutin Rebrača       | križevačka                                                                     | krajiška pukovnija             | |
| 168 | Ivan Bogdan            | križevačka                                                                     | krajiška pukovnija             | |
| 169 | Franje Pečar           | križevačka                                                                     | krajiška pukovnija             | |
| 170 | Simun Galić            | brodska                                                                        | krajiška pukovnija             | |
| 171 | Mate Babić             | brodska                                                                        | krajiška pukovnija             | |
| 172 | Mate Perić             | brodska                                                                        | krajiška pukovnija             | |
| 173 | Franjo Stojanović      | brodska                                                                        | krajiška pukovnija             | |
| 174 | Pavo Jovanović         | gradiška                                                                       | krajiška pukovnija             | |
| 175 | Lazar Ferić            | gradiška                                                                       | krajiška pukovnija             | |
| 176 | Ilija Obradović        | gradiška                                                                       | krajiška pukovnija             | |
| 177 | Stipe Ivanišević       | gradiška                                                                       | krajiška pukovnija             | |
| 178 | Ljudevit Slamnik       | Karlobag                                                                       | sl. vojni gradovi i općine     | |
| 179 | Josip Torbica          | Glina                                                                          | sl. vojni gradovi i općine     | |
| 180 | Gjorgje Vujatović      | Petrinja                                                                       | sl. vojni gradovi i općine     | |
| 181 | Ante Jakić             | Kostajnica                                                                     | sl. vojni gradovi i općine     | Izabran i kao zastupnik za Bribir. |
| 182 | Josip Murgić           | Otočac                                                                         | sl. vojni gradovi i općine     | |
| 183 | Josip Stipetić         | Ogulin                                                                         | sl. vojni gradovi i općine     | |
| 184 | Petar Luger            | Gospić                                                                         | sl. vojni gradovi i općine     | |
| 185 | Dimitrije Knežević     | Bjelovar                                                                       | sl. vojni gradovi i općine     | |
| 186 | Nikola Kajganović      | Ivanić                                                                         | sl. vojni gradovi i općine     | |
| 187 | Jovan Popović          | Brod                                                                           | sl. vojni gradovi i općine     | |
| 188 | Andrija Berlić         | Brod                                                                           | sl. vojni gradovi i općine     | |
| 189 | Petar Georgiević       | Vinkovci                                                                       | sl. vojni gradovi i općine     | |
| 190 | Josip Štengel          | Vinkovci                                                                       | sl. vojni gradovi i općine     | |
| 191 | Josip Švarc            | Nova Gradiška                                                                  | sl. vojni gradovi i općine     | |
| 192 | Antun Antonović        | Nova Gradiška                                                                  | sl. vojni gradovi i općine     | |
| 193 | Matija Mesić           |                                                                                |                                | Izabran na mjesto zastupnika koji je ili se odrekao zastupništva ili je bio izabran na dva mjesta.                                                                    |
| 194 | Jaćim Pavletić         |                                                                                |                                | Izabran na mjesto zastupnika koji je ili se odrekao zastupništva ili je bio izabran na dva mjesta.                                                                    |
| 195 | Vjekoslav Švaicer      |                                                                                |                                | Izabran na mjesto zastupnika koji je ili se odrekao zastupništva ili je bio izabran na dva mjesta.                                                                    |
| 196 | Jerej Georgij Nikolić  |                                                                                |                                | Izabran na mjesto zastupnika koji je ili se odrekao zastupništva ili je bio izabran na dva mjesta.                                                                    |
| 197 | Janko Pavlešić         |                                                                                |                                | Izabran na mjesto zastupnika koji je ili se odrekao zastupništva ili je bio izabran na dva mjesta.                                                                    |
| 198 | Anatolie Joanović      |                                                                                |                                | Izabran na mjesto zastupnika koji je ili se odrekao zastupništva ili je bio izabran na dva mjesta.                                                                    |
| 199 | Tošo Gjorgjević        |                                                                                |                                | Izabran na mjesto zastupnika koji je ili se odrekao zastupništva ili je bio izabran na dva mjesta.                                                                    |
| 200 | Marko Slavnić          |                                                                                |                                | Izabran na mjesto zastupnika koji je ili se odrekao zastupništva ili je bio izabran na dva mjesta.                                                                    |
| 201 | Adam Sukić             |                                                                                |                                | Izabran na mjesto zastupnika koji je ili se odrekao zastupništva ili je bio izabran na dva mjesta.                                                                    |
| 202 | Nikola Taler           |                                                                                |                                | Izabran na mjesto zastupnika koji je ili se odrekao zastupništva ili je bio izabran na dva mjesta.                                                                    |
| 203 | Pavo Draganec          |                                                                                |                                | Izabran na mjesto zastupnika koji je ili se odrekao zastupništva ili je bio izabran na dva mjesta.                                                                    |